# Gösjön, Värmland
Gösjön är en sjö i Kils kommun i Värmland och ingår i Göta älvs huvudavrinningsområde. Sjön är 7,6 meter djup, har en yta på 1,62 kvadratkilometer och är belägen 83,3 meter över havet. Sjön avvattnas av vattendraget Lerbodaälven.

## Delavrinningsområde
Gösjön ingår i det delavrinningsområde (660689-134981) som SMHI kallar för Utloppet av Gösjön. Medelhöjden är 93 meter över havet och ytan är 8,52 kvadratkilometer. Räknas de 2 avrinningsområdena uppströms in blir den ackumulerade arean 21,4 kvadratkilometer. Lerbodaälven som avvattnar avrinningsområdet har biflödesordning 4, vilket innebär att vattnet flödar genom totalt 4 vattendrag innan det når havet efter 320 kilometer. Avrinningsområdet består mestadels av skog (28 procent), öppen mark (19 procent) och jordbruk (26 procent). Avrinningsområdet har 1,61 kvadratkilometer vattenytor vilket ger det en sjöprocent på 18,8 procent.